# Rincón de los Sauces
Rincón de los Sauces é uma cidade da Argentina, localizada na província de Neuquén.